# Альбрехт Вюртемберзький
Альбрехт Вюртемберзький (нім. Albrecht Herzog von Württemberg, Albrecht Maria Alexander Philipp Joseph von Württemberg; 23 грудня 1865, Відень — 31 жовтня 1939, Альтсгаузен) — німецький воєначальник, генерал-фельдмаршал Німецької імперської армії. Учасник Першої світової війни (1914–1918), командував об'єднаннями на Західному фронті. Останній крон-принц Вюртемберзький, голова королівського дому Вюртембергу з 1921 до 1939 року.

## Життєпис

### Рання кар'єра
Походив з Вюртемберзького дому, лінії Мемпельгард. Прямий нащадок герцога Вюртембергу Фрідріха Євгена. Праонук генерала від кавалерії російської армії Олександра Вюртемберзького (7-го сина герцога Фрідріха Євгена). Онук Олександра Вюртемберзького, генерал-майора Російської імперії.
Народився 23 грудня 1865 у Відні в родині герцога Філіпа та його дружини ерцгерцогині Марії Терези Австрійської, доньки Альбрехта Австрійського й Хільдегарди Баварської. Альбрехт став старшим серед п'яти дітей.
У серпні 1885 зарахований на військову службу до 19-го уланського полку Вюртемберзької армії в чині другого лейтенанта. Після цього він продовжив службу в прусській армії. З 1891 року він командир ескадрону в рідному полку. З 1893 — командир батальйону 119-го гренадерського полку, з 1896 — командир цього полку.
15 червня 1898 присвоєне звання генерал-майор. З жовтня 1898 — командир 4-ї гвардійської кавалерійської бригади в Потсдамі, а з вересня 1900 — командир 51-ї піхотної бригади в Штутгарті.
З 1901 призначено командиром 26-ї дивізії. 16 червня 1901 присвоєне звання генерал-лейтенант. 22 вересня 1906 підвищено в генерали кінноти та призначено командиром 11-го армійського корпусу, а з 1908 — командир 13-го армійського корпусу. 1 березня 1913 призначено генеральним інспектором 6-ї армійської інспекції з присвоєнням військового звання генерал-полковник.

### Перша світова війна
2 серпня 1914, за день до початку вторгнення кайзерівської армії до Бельгії, генерал-полковник Альбрехт Вюртемберзький призначений командувачем 4-ї армії, що мала у своєму складі п'ять армійських корпусів і ландверну бригаду, загалом у його підпорядкуванні було 180 000 осіб та 646 гармат. Начальником штабу армії був генерал В. фон Лютвіц. Армія була розгорнута на Західному фронті проти французьких військ і в середині серпня перейшла в наступ в Люксембурзі й південній Бельгії. 22—25 серпня в ході Прикордонної битви війська 4-ї армії спільно з 3-ю армією завдавали головний удар і здобули перемогу в Арденнській операції. У битві на Марні спочатку мав успіх в районі міста Рокіньї, але 11 вересня після вимушеного відходу 1-ї і 2-ї армій відвів свої війська в північному напрямку.
У жовтні 1914 4-та армія Альбрехта Вюртемберзького здійснила маневр на північний фланг фронту до Ла-Маншу, де розпочала наступ у західній частині Бельгії. Під час першої битви під Іпром війська герцога Альбрехта виконували головне завдання — наступали на 35-кілометровому фронті Остенде — Менен, для чого до складу армії додатково включили чотири свіжих корпуси. Генерал-полковник організував наступ на невеликому фронті, завдаючи головний удар біля Іпра проти британських військ, і допоміжний — на річці Ізер проти бельгійських військ, що перейшли до оборони на західному березі річки. Наступ на головному напрямку провалився, на допоміжному — 22 жовтня війська 4-ї армії форсували річку Ізер і закріпилися на лівому березі. Однак, коли бельгійці відкрили шлюз і затопили берега річки, були змушені залишити зайнятий плацдарм. У результаті бій закінчився фактично безрезультатно.
В подальшому, після стабілізації лінії фронту у Бельгії та Франції, герцог Альбрехт Вюртемберзький командував 4-ю армією на Західному фронті. 22 квітня 1915 року під час другої битви біля Іпра, яка стала другою за відліком битвою союзних військ Антанти з німецькою армією за контроль над стратегічно важливим фландрійським містом Іпром у Західній Бельгії. Битва відзначилася першим масштабним застосуванням бойових отруйних речовин на Західному фронті, в сутичці вперше після Болімовської битви, німцями активно застосовувалася хімічна зброя — хлор, від якого загинуло понад 5 000 осіб.
Проте, німецькій армії на чолі з герцогом Альбрехтом Вюртемберзьким, не вдалося скористатися панікою противника і не розвинути початковий успіх. Ціною великих втрат у боях 26 квітня — 12 травня він розширив прорив по флангах, але досягти спочатку визначеного завдання — захоплення Ізерського каналу до міста Іпр включно — не спромігся. Проте, німецьке командування повідомило про результати битви біля Іпра, як про свою перемогу.
У серпні 1916 року герцог був відзначений вищою нагородою Німецької імперії — Pour le Mérite, а 1 серпня 1916 року Альбрехт Вюртемберзький був підвищений у генерал-фельдмаршали. У другій половині 1915—1916 роках у смузі армії Альбрехта активних бойових дій не відбувалося.
З 25 лютого 1917 року він головнокомандувач «групи армій герцога Альбрехта» (з 11 листопада 1918 — група армій «D»), що діяла від Вердена до швейцарського кордону). У 1918 році до складу його групи армій входили 19-та армія і дві армійські групи «B» і «C» (всього 26,5 дивізій), вона грала допоміжну роль до кінця війни.

### Післявоєнний час
У 1918 році оголошений офіційним спадкоємцем свого чотириюрідного брата — короля Вюртембергу Вільгельма II (їх загальним прапрадідом був герцог Фрідріх Євген (1732—1797), що правив Вюртембергом в 1795—1797 роках). Причини були прості: у короля не було прямих нащадків чоловічої статі, а герцог був найближчим родичем, що відбувалися від морганатичних шлюбів.
23 грудня 1918 року після подій Листопадової революції й повалення в Німеччині монархії вийшов у відставку як представник королівського дому. Йому було надано палац у 40 кілометрах від Боденського озера. Після смерті колишнього короля Вюртембергу Вільгельма II все приватне майно колишнього королівського будинку перейшло у спадок герцогу Альбрехту.
Надалі вів приватне життя, в політичних подіях участі не брав. Був відомий своїм опозиційним ставленням до націонал-соціалізму, за що, хоч і не піддавався репресіям, але ніколи не запрошувався на заходи в пам'ять про події Першої світової війни, а після своєї смерті похований не як офіцер, а як приватна особа.

### Родина
24 січня 1893 року Альбрехт Вюртемберзький одружився з Маргаритою Софією Австрійською, донькою ерцгерцога Австрійського Карла Людвіга Габсбурга. Сім'я мала сімох дітей:
- Філіп Альбрехт, герцог Вюртемберзький (1893—1975)
- Альбрехт Ойген, герцог Вюртемберзький (1895—1954), був одружений із Надією Болгарською, донькою болгарського царя Фердинанда I
- Карл Александр, герцог Вюртемберзький (1896—1964)
- Марія Амалія, герцогиня Вюртемберзька (1897—1923)
- Марія Тереза, герцогиня Вюртемберзька (1898—1928)
- Марія Єлизавета, герцогиня Вюртемберзька (1899—1900)
- Маргарита Марія, герцогиня Вюртемберзька (1902—1934)

## Нагороди

### Королівство Вюртемберг
- Орден Вюртемберзької корони, великий хрест (1879)
- Орден Фрідріха (Вюртемберг), великий хрест
- Орден «За військові заслуги» (Вюртемберг), великий хрест

### Королівство Баварія
- Орден Святого Губерта (1886)
- Військовий орден Максиміліана Йозефа, лицарський хрест

### Австро-Угорщина
- Королівський угорський орден Святого Стефана, великий хрест (1891)
- Орден Золотого руна (1893)

### Королівство Пруссія
- Орден Чорного орла з ланцюгом (18 січня 1900)
- Орден Червоного орла, великий хрест (18 січня 1900)
- Князівський орден дому Гогенцоллернів, почесний хрест 1-го класу
- Залізний хрест 2-го і 1-го класу
- Pour le Mérite з дубовим листям
  - орден (22 серпня 1915)
  - дубове листя (25 лютого 1918)

### Велике герцогство Баден
- Орден Вірності (Баден) (1904)
- Орден Бертольда I, великий хрест (1904)

### Інші країни
- Орден Святого Карла (Монако), великий хрест
- Орден Людвіга, великий хрест (Велике герцогство Гессен)
- Орден дому Ліппе, почесний хрест 1-го класу
- Орден Заслуг герцога Петра-Фрідріха-Людвіга, великий хрест із золотою короною і ланцюгом
- Почесний хрест (Шварцбург) 1-го класу з короною
- Орден «За заслуги» (Вальдек) 1-го класу
- Орден Лева і Сонця, великий хрест (Каджарський Іран)
- Королівський Вікторіанський орден, почесний великий хрест (Британська імперія; 14 серпня 1907)
- Хрест «За військові заслуги» (Мекленбург-Шверін) 2-го і 1-го класу (1914)
- Почесний хрест ветерана війни з мечами